# Мить весни. Дзвінкий вітер
„Мить весни. Дзвінкий вітер“ (в превод от украински: „Миг от пролетта. Звънък вятър“) е дебютният албум на украинската певица Руслана.
Албумът, издаден на CD, всъщност представлява два албума: студийният „Мить весни“ и живият „Дзвінкий вітер“.

## Песни

### Мить весни
1. „Весняна інтродукція“ (Въведение в пролетта)
2. „Мить весни“ (Миг от пролетта)
3. „Світанок“ (Зора)
4. „Світло ѝ тінь“ (Светлина и сянка)
5. „Остання подорож“ (Последното пътуване)
6. „Балада про принцесу“ (Балада за принцесата)
7. „Щастя“ (Щастие)
8. „Ти“ (Ти)
9. „Тік-Так Колискова“ (Приспивна песен тик-так)

### Дзвінкий вітер
1. Песен от филма „Вам і не снилося“
2. „Остання подорож“
3. „Ти“
4. „Світанок“
5. „Три тисячі років тому“ (Преди три хиляди години)
6. „Втрачений рай“ (Изгубеният рай)
7. „Полум'я дощу“ (Пламъкът на дъжда)
8. „Луна (Відлуння)“ (Луна)
9. „Балада про принцесу“ (Балада за принцесата)
10. „Ой, летіли дики гуси“ (О, дивите гъски отлетяха)

## Класации

### Албум
| Държава | Класация                   | Най-висока позиция |
| ------- | -------------------------- | ------------------ |
| Украйна | UMKA Album Top 12          | 2                  |
| Украйна | UMKA Half of the year 2004 | 2                  |
| Украйна | UMKA Best of 2004          | 2                  |
| Украйна | UMKA Pop 2005              | 3                  |
| Украйна | UMKA Half of the year 2005 | 5                  |
| Украйна | UMKA End of the year 2005  | 13                 |
| Украйна | UMKA Best of 2005          | 7                  |
| Украйна | UMKA Best of 2006          | 30                 |

### Сингли
| Сингъл   | Класация            | Най-висока позиция |
| -------- | ------------------- | ------------------ |
| Світанок | Ukraine Top 40      | 1                  |
| Світанок | Euro-Pop-Folk Chart | 1                  |